# تلویزیون پروژکتور عقب

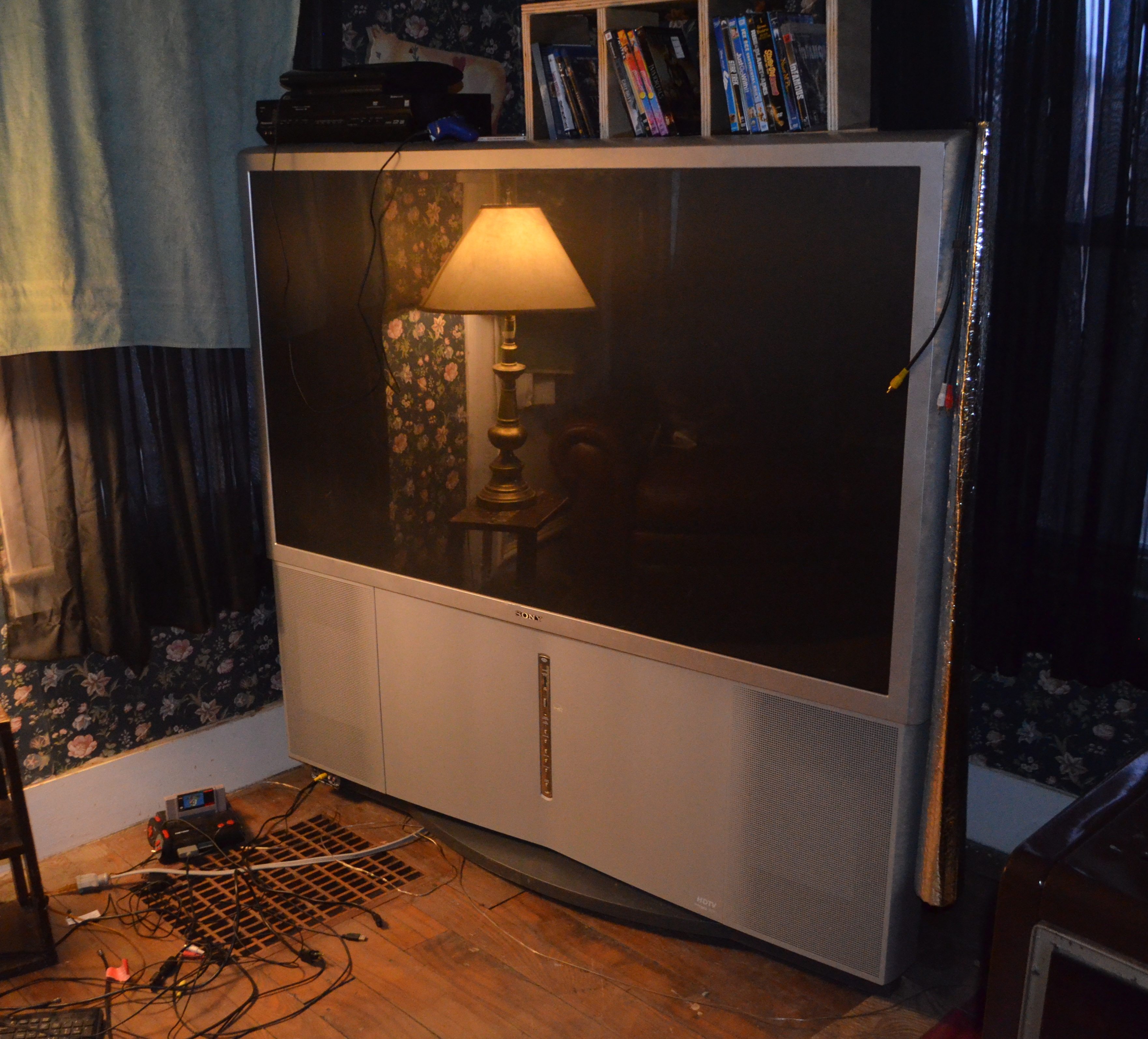
تلویزیون RPTV اواسط دهه ۲۰۰۰ با تیونر HDTV و ورودی ypbpr و همچنین ورودی‌های ویدئویی DVI (دیجیتال).

تلویزیون پروجکشن عقب (RPTV) نوعی فناوری نمایش تلویزیون با صفحه بزرگ است. تقریباً تا سال ۲۰۰۶، اکثر تلویزیون‌های نسبتاً مقرون به صرفه با صفحه‌نمایش بزرگ تا ۱۰۰ اینچ (۲۵۰ سانتیمتر) از فناوری عقب نمایی استفاده می‌کند. واریاسیون یک ویدئو پروژکتور است که از فناوری مشابه استفاده می‌کند و روی صفحه نشان می‌دهد.
در تلویزیون‌های پروجکشن از سه نوع سیستم پروژکتور استفاده می‌شود. تلویزیون‌های CRT با پروژکتور عقب، قدیمی‌ترین تلویزیون‌ها بودند، و در حالی که اولین تلویزیون‌هایی بودند که از ۴۰ فراتر رفتند، اما حجم زیادی داشتند و تصویر در فاصله نزدیک نامشخص بود. فناوری‌های جدیدتر عبارتند از: DLP (تراشه ریز آینه بازتابنده)، پروژکتورهای LCD، تلویزیون لیزری و LCoS. آنها قادر به کیفیت 1080p وضوح تصویر، و نمونه‌ها عبارتند از سونی را SXRD (ها سیلیکون X-تل انعکاتسی)، JVC را D-ILA (Direct Drive و تصویر دیجیتال تقویت کننده نور) و MicroDisplay شرکت در وفاداری مایع.

## پیشینه و تاریخچه

### ضرورت
فناوری لوله اشعه کاتدی در روزهای اولیه تلویزیون بسیار محدود بود. این روش متکی به روش‌های متداول دمیدن شیشه بود که در طول قرن‌ها تغییر نکرده بود. از آنجایی که لوله باید دارای خلاء بسیار زیادی باشد، شیشه تحت فشار قابل توجهی قرارداشت، همراه با زاویه انحراف کم CRTهای آن دوران، اندازه عملی CRTها بدون افزایش عمق آنها محدودبود. بزرگترین لوله عملی قابل ساخت که قابلیت نصب افقی در کابینت تلویزیون با عمق قابل قبول را داشت حدود ۹ اینچ بود. می‌توان لوله‌های ۱۲ اینچی تولید کرد، اما این لوله‌ها آنقدر بلند بودند که باید به‌صورت عمودی نصب می‌شدند و از طریق یک آینه زاویه‌دار در بالای کابینت مشاهده می‌شد. در سال ۱۹۳۶، دولت دولت شرکت پخش بریتانیا را متقاعد کرد تا یک سرویس پخش تلویزیونی با کیفیت بالا (برای دوره ) راه اندازی کند.  محرک اصلی این اقدام دولت بریتانیا ایجاد تأسیسات تولید لوله پرتوی کاتدی بود که معتقدبود در صورت تحقق جنگ جهانی دوم، حیاتی خواهد بود.
توانایی تصحیح سیگنال‌های انحراف برای انحرافات در هندسه لوله هنوز توسعه نیافته بود و برای به حداقل رساندن اعوجاج، لازم بود لوله‌هایی ساخته شوند که در مقایسه با اندازه صفحه نمایششان نسبتاً بلند باشد. با این حال، از آنجایی که برای ایجاد مقاومت در برابر فشار هوا، صفحه لوله باید محدب باشد، این مشکل را کاهش داد، اما تنها در صورتی که مرکز انحراف ظاهری کم و بیش در مرکز انحنای صفحه باشد. این امر نیاز به لوله ای داشت که نسبت به اندازه صفحه نمایش آن نسبتاً بلند بود. ولتاژ شتاب مورد استفاده برای این لوله‌ها در استانداردهای بعدی بسیار کم بود و حتی یک لوله دوازده اینچی فقط از منبع تغذیه ۵۰۰۰ ولت کار می‌کرد. فسفرهای سفید اولیه به اندازه پیشنهادهای بعدی کارآمد نبودند و این تلویزیون‌های اولیه باید با نور کم استفاده می‌شدند.

### راه حل
در سال ۱۹۳۷، هم فیلیپس و هم HMV در نمایشگاه Radiolympia در لندن، تلویزیون‌هایی را به نمایش گذاشتند که دارای اندازه صفحه نمایش ۲۵ اینچی بر اساس همان لوله MS11  Philips/Mullard . اینها موضوع یک کمپین تبلیغاتی قبل از نمایش بود که علاقه زیادی به همراه داشت. پشت تلویزیون تصویر را از یک۴۱⁄۲ اینچ بر روی صفحه نمایش سلولوئیدی حکاکی شده ۲۵ اینچی که بین دو ورق شیشه برای محافظت قرار گرفته‌است. اندازه لوله با این واقعیت تعیین می‌شود که بزرگترین لوله ای است که می‌تواند با صفحه تخت ساخته شود. در این زمان تصور نمی‌شد که اگر مرکز انحنای صفحه تقریباً در همان مکان مرکز انحنای آینه باشد، یک صفحه منحنی از نظر نوری بهتر است. لوله به صورت عمودی در پایین کابینت نصب شده بود و صفحه نمایش به سمت پایین به سمت یک آینه مقعر است که تصویر را به سمت بالا به سمت آینه زاویه دار در بالای کابینت بر روی صفحه نمایش ۲۵ اینچی منعکس می‌کرد. قسمت بالای جعبه آینه لوله دارای یک لنز اشمیت  برای اصلاح انحرافات. از آنجایی که برای روشن کردن صفحه‌ای که تقریباً ۱۰۰ برابر مساحت تصویر روی صفحه لوله است، تصویر باید بزرگ‌نمایی می‌شد، تصویر روی لوله باید در واقع بسیار روشن باشد. برای دستیابی به روشنایی مورد نیاز، لوله از منبع شتاب‌دهنده ۲۵۰۰۰ ولت رانده شد.  همان‌طور که شماره نوع لوله نشان می‌دهد، فسفر سبز بود که برای یک جریان پرتوی مشخص از فسفرهای سفید امروزی روشن‌تر بود.
متأسفانه، فیلیپس و HMV هر دو مجبور شدند مجموعه‌های خود را تا بعدازظهر روز اول از نمایشگاه خارج کنند زیرا لوله‌های پرتو کاتدی در هر دو مورد از کار افتاده بودند. مشتریانی که این مجموعه‌ها را خریداری کرده بودند، از این که پی بردند لوله‌های آنها به ندرت بیش از چند هفته دوام می‌آورد، ناامید شدند (با توجه به اینکه هر روز فقط یک ساعت تلویزیون پخش می‌شد). در نوامبر ۱۹۳۷، فیلیپس تصمیم گرفت که بازخرید مجموعه‌ها به جای ادامه تعویض لوله‌ها تحت ضمانت، اقتصادی‌تر است، زیرا با پیشی گرفتن تقاضا از عرضه، تأمین آنها سخت‌تر می‌شد.  هیچ اطلاعاتی در مورد نحوه مدیریت مشکل HMV در دسترس نیست.
تا سال ۱۹۳۸، فیلیپس به‌طور قابل ملاحظه ای بر کاستی‌های لوله اشعه کاتدی قبلی غلبه کرده بود و لوله پرتاب  این لوله جدید اساساً مشابه بود، اما دارای کاتد بزرگ‌تری بود که به نیروی بخاری بیشتری نیاز داشت که می‌توانست جریان پرتو بالاتری را پشتیبانی کند.  این لوله جدید صفحه فسفر سبز لوله قبلی را حفظ کرد. تلویزیون همچنین دارای یک صفحه نمایش کوچکتر ۲۱ اینچی بود که تقریباً سه چهارم مساحت مدل سال قبل بود که به این معنی بود که تیوب نباید آنقدر سخت رانده شود. خریداران این مدل بعدی فقط یک سال یا کمتر از آن استفاده کردند زیرا پخش تلویزیونی در سال ۱۹۳۹ برای مدت زمان جنگ جهانی دوم به حالت تعلیق درآمد. هر دو مدل تلویزیون از این نظر مشکل داشتند که ولتاژ شتاب بالا روی لوله به این معنی بود که تابش X قابل توجهی تولید می‌کرد. در دهه ۱۹۳۰ هرگز به این موضوع فکر نمی‌شد.  خوشبختانه بیشتر این تشعشعات از پایین مجموعه از لوله اشاره گر رو به پایین عبور می‌کند.
در ایالات متحده آمریکا پخش تلویزیونی در پایان جنگ جهانی دوم گسترش بیشتری یافت. اگرچه فناوری لوله اشعه کاتدی در طول جنگ بهبود یافته بود به طوری که لوله‌ها نسبت به اندازه خود کوتاهتر شدند، زیرا اکنون امکان اصلاح اعوجاج وجود داشت، هنوز دوازده اینچ محدودیت عملی در اندازه بود. با این حال، اکنون امکان نصب یک لوله دوازده اینچی به صورت افقی در اندازه کابینت قابل قبول وجود داشت. در نتیجه این محدودیت‌های اندازه، سیستم‌های نمایش عقب به عنوان راهی برای تولید تلویزیون‌هایی با اندازه صفحه نمایش بزرگتر از ۱۲ اینچ با استفاده از یک CRT تک رنگ ۳ یا ۴ اینچی که با ولتاژ شتاب بسیار بالا برای اندازه رانده می‌شود (معمولاً ۲۵۰۰۰ ولت اگرچه RCA یک لوله پنج اینچی بزرگتر تولید کرد که به ۲۷۰۰۰ ولت نیاز داشت.)، این لوله نور بسیار درخشانی را تولید کرد. تصویری که از طریق یک لنز اشمیت و مجموعه آینه بر روی صفحه نمایش نیمه شفافی با اندازه مورب معمولاً ۲۲٫۵ تا ۳۰ اینچ با استفاده از یک سیستم نوری عملاً مشابه با سیستم قبلی فیلیپس که در بالا توضیح داده شد، نمایش داده شد. تنها تغییر این بود که RCA از صفحه محدب برتر نوری روی لوله استفاده کرد و متوجه شد که عدسی اشمیت مجبور نیست انحنای صفحه لوله را تصحیح کند بلکه فقط انحراف کروی آینه را اصلاح کند. تصویر حاصل تاریک تر از یک CRT با دید مستقیم بود و باید در نور بسیار کم تماشا می‌شد. درجه رانده شدن لوله به این معنی است که لوله عمر نسبتاً کوتاهی دارد.
هنگامی که پخش تلویزیونی بریتانیا در ژوئن ۱۹۴۶ از سر گرفته شد، تولید تلویزیون عمدتاً به دلیل کمبود مواد پس از جنگ به کندی از سر گرفته شد. همان‌طور که قبلاً اشاره شد، دوازده اینچ همچنان حد بالایی عملی برای لوله‌های پرتو کاتدی با دید مستقیم بود. در پاسخ، در سال ۱۹۵۰، شرکت فیلیپس از طریق زیرمجموعه خود مولارد یک لوله پروجکشن جدید به نام MW6/2 را معرفی کرد.  اگرچه ایده اصلی لوله تغییر نکرده بود، اما کوچکتر بود۲۱⁄۲ اینچ و اکنون دارای یک صفحه نمایش محدب است که از تحولات مداخله جویانه آمریکا بهره می‌برد. همچنین حدود چهار اینچ کوتاهتر بود و اکنون دارای یک فسفر سفید کارآمدتر است که در طول جنگ ساخته شده‌است. این لوله امکان سیستم پرتاب عقب فشرده تری را فراهم می‌کند. لوله به صورت افقی نصب شده بود و مانند قبل به سمت یک آینه مقعر هدایت می‌شد، اما این بار تصویر منعکس شده توسط یک آینه صفحه با سوراخ مرکزی برای لوله از ۹۰ درجه چرخانده شد. سپس از طریق یک لنز اصلاح کننده اشمیت به سمت بالا منعکس شد قبل از اینکه از طریق نود درجه دیگر منعکس شود تا به صفحه نمایش برخورد کند. 
این لوله و سیستم نوری جدید چندین مزیت را نسبت به سیستم قبلی ارائه می‌دهد. کابینت مجموعه توانست کوچکتر باشد. قبلاً صفحه نمایش در بالای یک مبلمان قابل توجه قرار داشت، اما این سیستم جدید به صفحه اجازه می‌داد تا موقعیتی مشابه صفحه نمایش تلویزیون با دید مستقیم در یک کابینت به اندازه کنسول معمولی را اشغال کند. اشمیت همچنان باید تصویر را برای انحراف کروی از آینه تصحیح کند.  استفاده از یک آینه صفحه اضافی به سیم پیچ‌های انحراف و آهنرباهای فوکوس کننده اجازه می‌دهد تا در پشت این آینه خارج از مسیر نور قرار گیرند. قبلاً آنها تا حدی مانع از نمایش تصویر از آینه مقعر شده بودند که تا حدودی بزرگتر از صفحه لوله است. جعبه نوری که لوله را در خود جای داده بود نیز برای محافظت از اشعه X تولید شده توسط لوله طراحی شده بود. جعبه‌های نوری در سه نسخه برای۱۵۱⁄۲۱۷۳⁄۴ و۱۹۷⁄۸ اینچ [مورب]. دو سایز دیگر برای نمایش جلو بر روی صفحه نمایش ۴۴ یا ۵۲ اینچی موجود بود. تفاوت فقط در موقعیت صفحه نمایش لوله نسبت به آینه مقعر و ویژگی نوری لنز اشمیت بود. این سیستم جدید تصاویر قابل قبولی را ارائه می‌کرد که در نور کم به اندازه کافی روشن بودند. با این حال، تصویر روشن در صفحه نمایش لوله همراه با آن که هنوز به سختی رانده می‌شود به این معنی است که عمر لوله هنوز به‌طور قابل توجهی کمتر از لوله‌های دید مستقیم معاصر است. یک مجموعه پروجکشن عقب حداقل به یک یا دو لوله جایگزین در طول عمر خود نیاز دارد. این ناراحتی تا حدودی با قیمت نسبتاً پایین لوله در مقایسه با نسخه‌های بزرگتر با دید مستقیم جبران شد، تا حدی به دلیل مقادیری که باید در آنها تولید می‌شد، به علاوه این واقعیت که تعویض آنها نسبتاً آسان بود.
با شروع دهه ۱۹۵۰، چندین پیشرفت عمده در فناوری لوله اشعه کاتدی رخ داد. قبل از فشار دادن لامپ لوله با نوارهای فولادی در اطراف بیرون صفحه برای محافظت در برابر انفجار، امکان تولید قطر لوله بزرگتر را فراهم می‌کند. بهبود در اصلاح انحرافات انحراف در آن صفحه‌ها اجازه می‌دهد زوایای انحراف بزرگ‌تر و در نتیجه لوله‌های کوتاه‌تر برای اندازه صفحه نمایش داده شده باشد. علاوه بر این: سیستم‌های انحراف بسیار ساده‌تری توسعه داده شده بودند که می‌توانستند جریان‌های بزرگ مورد نیاز را بدون مصرف توان مدارهای قبلی ایجاد کنند. در سال ۱۹۵۶ توانایی تولید لوله‌های مستطیلی نزدیک توسعه یافت. این امر با پیش تنیدگی تسهیل شد، اما همچنان لازم بود که دیوارها شکلی محدب داشته باشند تا در برابر فشار اتمسفر مقاومت کنند. اگرچه اندازه ۱۷ اینچ در این زمان بزرگ‌ترین اندازه بود، اما به اندازه‌ای بزرگ بود که فناوری پیش‌بینی عقب را برای آینده نزدیک منسوخ کند. با استفاده از فسفر سفید برتر دوره پس از جنگ و ولتاژهای شتاب بالاتر، تلویزیون‌های  بزرگ‌تر و روشن‌تر بودند.
با توسعه فناوری تلویزیون و بهبود کیفیت تصویر، محدودیت در اندازه لوله اشعه کاتدی یک بار دیگر به یک مسئله تبدیل شد. حتی اگر اندازه‌های صفحه نمایش بزرگ‌تر با طول لوله کوتاه در دسترس بود، علاقه به سیستم‌های نمایش عقب برای دستیابی به اندازه‌های تصویری که فراتر از قابلیت‌های لوله‌های پرتو کاتدی مستقیم آن زمان بود، احیا شد. تلویزیون رنگی مدرن در دهه ۱۹۷۰ به صورت تجاری در دسترس قرار گرفت، اما در آن زمان نمی‌توانست با وضوح تصویر یک CRT با دید مستقیم مطابقت داشته باشد.

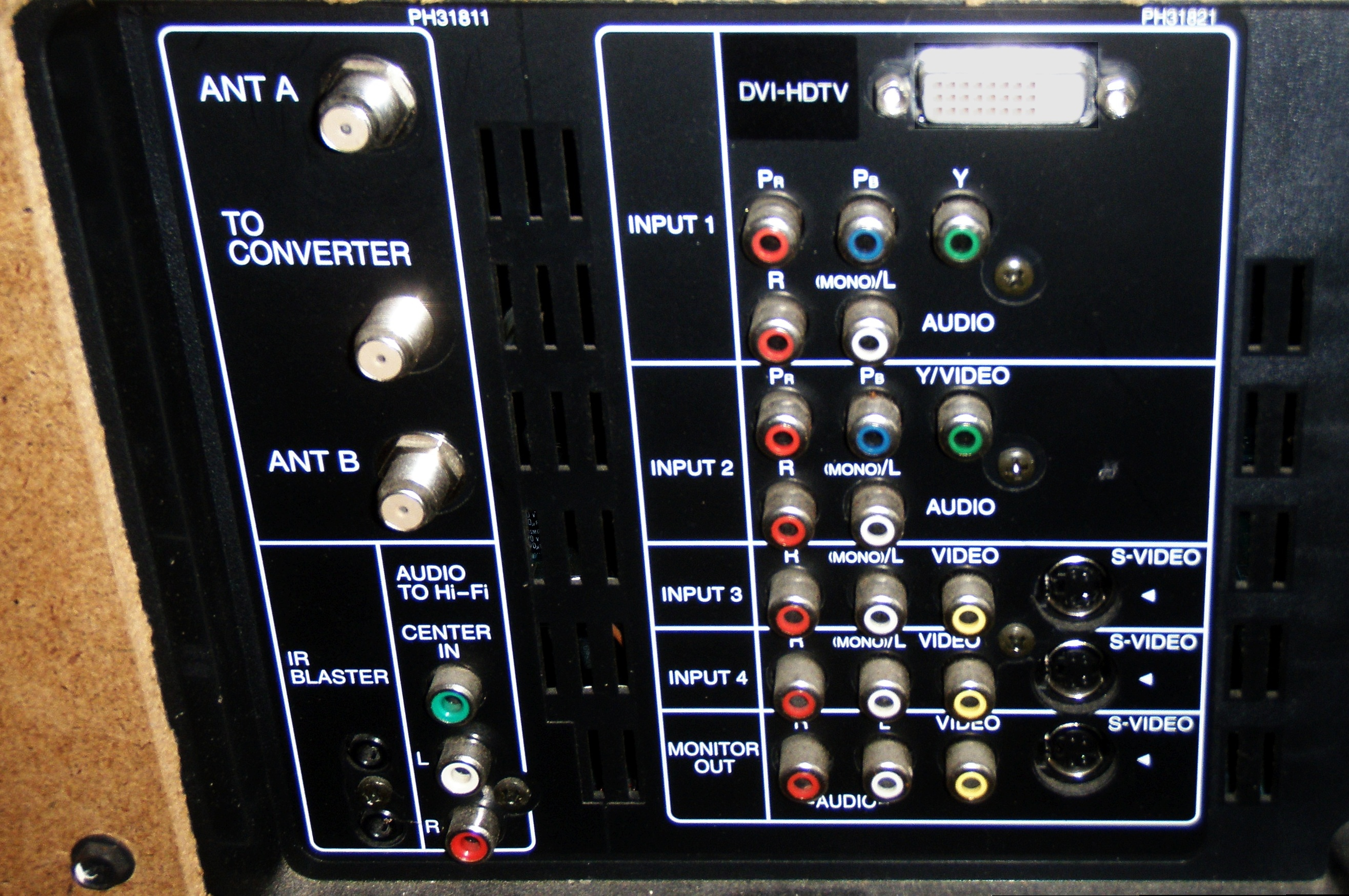
تلویزیون پروژکشن CRT اوایل دهه ۲۰۰۰ با قابلیت‌های آماده 1080i HD دارای ورودی سطح خط RCA برای استفاده از بلندگوهای داخلی به عنوان کانال مرکزی در سیستم صدای فراگیر است.

با توجه به ابعاد بزرگ‌تر، تلویزیون‌های پروژکتوری گاهی اوقات بلندگوهای بزرگ‌تر و CRTهای صوتی داخلی قدرتمندتر در مقابل دید مستقیم و به‌ویژه پانل‌های مسطح با عمق محدود، و همچنین پردازش صدای فراگیر اولیه یا شبیه‌سازهایی مانند Sound Retrieval System (SRS) توسط SRS را شامل می‌شوند. آزمایشگاه‌ها، شبیه به نوار صدا.

## تحولات
در حالی که در اوایل دهه ۲۰۰۰ به عنوان جایگزینی برای پنل‌های تخت گران‌تر LCD و پلاسما، علیرغم افزایش حجم، محبوبیت داشت، کاهش قیمت و بهبود LCDها باعث شد سونی، فیلیپس، توشیبا و هیتاچی تلویزیون‌های پروجکشن عقب را از خط تولید خود حذف کنند. Samsung، Mitsubishi , ProScan، RCA، Panasonic و JVC بعداً با استاندارد شدن تلویزیون‌های LCD از بازار خارج شدند.
عمده تلویزیون‌های پیش‌نمایش عقب قبلی به این معنی بود که نمی‌توان آن‌ها را به دیوار نصب کرد، و در حالی که اکثر مصرف‌کنندگان صفحه‌تخت دستگاه‌های خود را قطع نمی‌کنند، توانایی انجام این کار به عنوان یک نقطه فروش کلیدی در نظر گرفته می‌شود. در ۶ ژوئن ۲۰۰۷، سونی از مدل ۷۰ اینچی SXRD مدل KDS-Z70XBR5 رونمایی کرد که ۴۰ درصد باریکتر از مدل قبلی خود بود و وزن آن ۲۰۰ بود. پوند، که تا حدودی قابل نصب روی دیوار بود. با این حال، در ۲۷ دسامبر ۲۰۰۷، سونی تصمیم گرفت از بازار RPTV خارج شود. میتسوبیشی در سال ۲۰۰۹ شروع به ارائه خط LaserVue خود از تلویزیون‌های پروجکشن عقب قابل نصب روی دیوار کرد.
RPTVهای اولیه اساساً پروژکتورهای CRT با آینه ای برای نمایش روی صفحه نمایش داخلی بودند. آنها سنگین بودند و وزنشان تا ۵۰۰ پوند می‌رسید. اولین RPTVهایی که از CRT استفاده نمی‌کردند در سال ۲۰۰۲ با استفاده از فناوری‌های DLP, LCD و LcOS راه اندازی شدند و به لامپ UHP نیاز داشتند. لامپ‌های UHP مورد استفاده در پروژکتورها و RPTVها نیاز به تعویض دوره ای دارند، زیرا با استفاده کم می‌شوند. اولین RPTV قابل نصب روی دیوار در سال ۲۰۰۳ توسط RCA راه اندازی شد. اولین DLP 1080p RPTV در سال ۲۰۰۵ توسط میتسوبیشی راه اندازی شد. اولین RPTV که از LED به جای لامپ UHP به عنوان منبع نور خود استفاده کرد توسط سامسونگ در سال ۲۰۰۶ منتشر شد. RPTVهایی که از لامپ پلاسما استفاده می‌کردند توسط پاناسونیک در سال ۲۰۰۷ منتشر شدند. اولین RPTV که از لیزر به جای لامپ UHP یا LED استفاده کرد توسط میتسوبیشی به عنوان LaserVue در سال ۲۰۰۸ منتشر شد. سامسونگ تا سال ۲۰۰۸ از بازار خارج شد و میتسوبیشی را به عنوان تنها تولیدکننده RPTV باقی ماند تا اینکه در سال ۲۰۱۲ به دلیل حاشیه سود کم و محبوبیت متوقف شد.

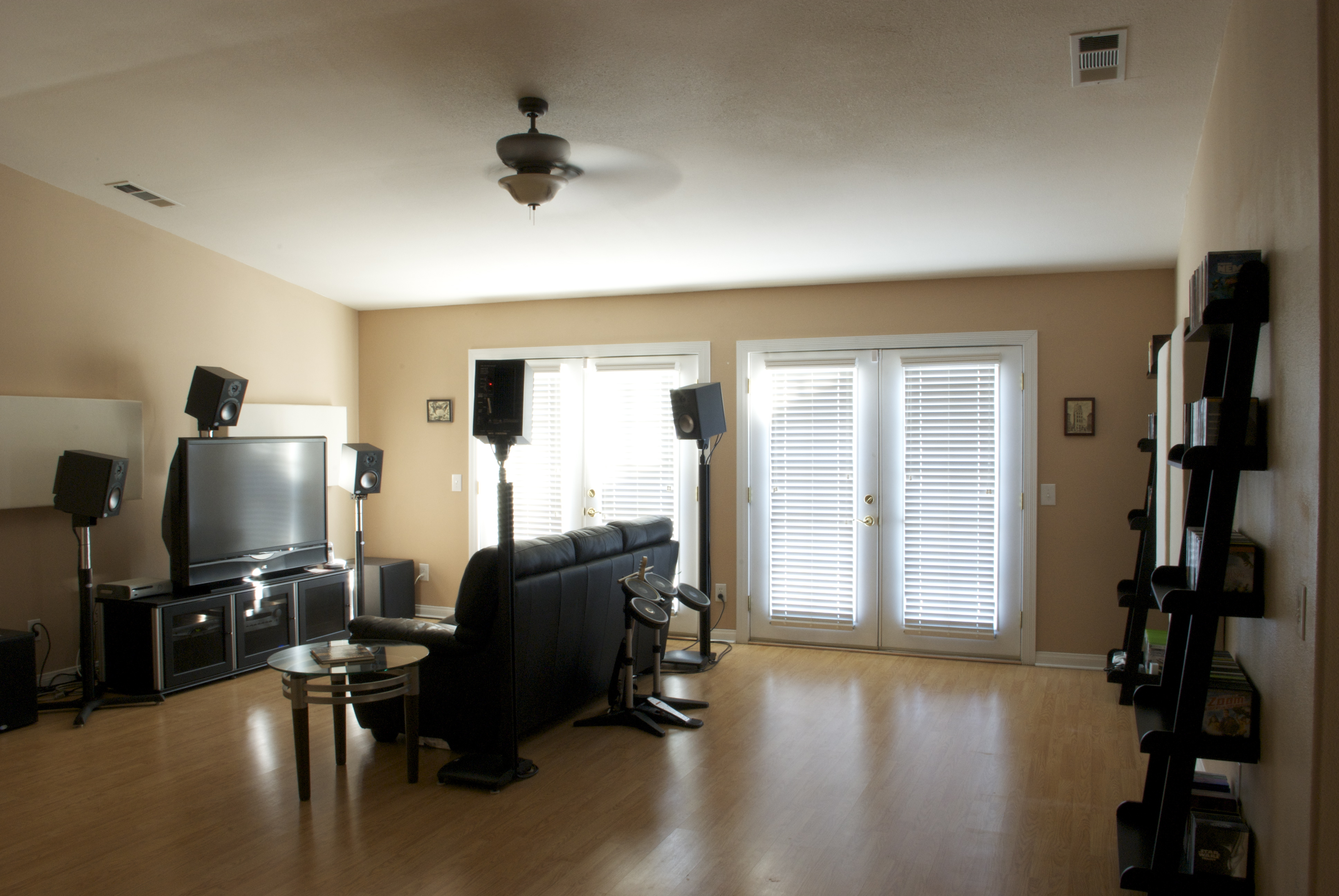
یک تلویزیون نمایش LCD یا DLP نازک‌تر و سبک‌تر در سینمای خانگی.

یک تلویزیون پروژکتور از یک پروژکتور برای ایجاد یک تصویر یا ویدیوی کوچک از یک سیگنال ویدیویی و بزرگنمایی این تصویر برروی صفحه نمایش قابل مشاهده استفاده می‌کند. این پروژکتور از یک پرتو روشن از نور و یک سیستم لنز برای نمایش تصویر در اندازه بسیار بزرگتر استفاده می‌کند. یک تلویزیون جلونمایی از یک پروژکتور جدا از صفحه نمایش استفاده می‌کند و پروژکتور در مقابل صفحه نمایش قرار می‌گیرد. راه اندازی یک تلویزیون با پروژکتور عقب از جهاتی شبیه تلویزیون‌های سنتی است. پروژکتور داخل جعبه تلویزیون قرار دارد و تصویر را از عقب صفحه نمایش می‌دهد.
در پایین انواع مختلفی از تلویزیون‌های پروژکتوری وجود دارد که بر اساس نوع پروژکتور و نحوه ایجاد تصویر (قبل از پروژکتور) متفاوت است:
- پروژکتور CRT: لوله‌های پرتوهای کاتدی کوچک تصویر را به همان روشی که تلویزیون سنتی CRT انجام می‌دهد، ایجاد می‌کند، که با پرتاب پرتوی الکترون بر روی صفحه ای با پوشش فسفر و سپس نمایش تصویر به یک صفحه نمایش بزرگ است. این کار برای غلبه بر محدودیت اندازه لوله اشعه کاتدی که حدود ۴۰ است انجام می‌شود اینچ به‌طور معمول از 3 CRT استفاده می‌شود، یکی قرمز، یکی سبز و دیگری آبی که تراز شده‌اند تا رنگ‌ها به درستی روی تصویر نمایش داده شده ترکیب شوند.
- پروژکتور LCD: یک لامپ نور را از طریق یک تراشه LCD کوچک متشکل از پیکسل‌های مجزا برای ایجاد یک تصویر منتقل می‌کند. پروژکتور LCD از آینه‌ها برای گرفتن نور و ایجاد سه پرتو جداگانه قرمز، سبز و آبی استفاده می‌کند که سپس از سه پنل LCD جداگانه عبور می‌کند. کریستال‌های مایع با استفاده از جریان الکتریکی دستکاری می‌شوند تا میزان عبور نور را کنترل کنند. سیستم لنز سه پرتو رنگی را می‌گیرد و تصویر را پخش می‌کند.
- پروژکتور پردازش نور دیجیتال (DLP): یک پروژکتور DLP با استفاده از یک دستگاه میکروآینه دیجیتال (تراشه DMD) تصویری را ایجاد می‌کند که روی سطح آن حاوی ماتریس بزرگی از آینه‌های میکروسکوپی است که هر کدام مربوط به یک پیکسل در یک تصویر است. هر آینه را می‌توان برای انعکاس نور به گونه ای چرخاند که پیکسل روشن به نظر برسد، یا می‌توان آینه را چرخاند تا نور را به جای دیگری هدایت کند و پیکسل را تاریک نشان دهد. این آینه از آلومینیوم ساخته شده و بر روی یک لولای محور می‌چرخد. الکترودهایی در دو طرف لولا وجود دارد که چرخش آینه را با استفاده از جاذبه الکترواستاتیک کنترل می‌کند. الکترودها به یک سلول SRAM واقع در زیر هر پیکسل متصل می‌شوند و شارژهای سلول SRAM حرکت آینه‌ها را هدایت می‌کنند. رنگ یا از طریق یک چرخ رنگ در حال چرخش (که با یک پروژکتور تک تراشه استفاده می‌شود) یا یک پروژکتور سه تراشه (قرمز، سبز، آبی) به فرایند ایجاد تصویر اضافه می‌شود. چرخ رنگ بین منبع نور لامپ و تراشه DMD قرار می‌گیرد به طوری که نور عبوری رنگی می‌شود و سپس برای تعیین میزان تاریکی از آینه منعکس می‌شود. یک چرخه رنگ از یک بخش قرمز، سبز و آبی و همچنین بخش چهارم برای کنترل روشنایی یا شامل یک رنگ چهارم تشکیل شده‌است. این چرخ رنگ چرخان در آرایش تک تراشه ای را می‌توان با دیودهای ساطع نور قرمز، سبز و آبی (LED) جایگزین کرد. پروژکتور سه تراشه ای از یک منشور برای تقسیم نور به سه پرتو (قرمز، سبز، آبی) استفاده می‌کند که هر یک به سمت تراشه DMD خود هدایت می‌شوند. خروجی‌های سه تراشه DMD دوباره ترکیب شده و سپس پیش‌بینی می‌شود.

1. ↑  Although the 240 line and 405 line systems used would not be considered 'high definition' by modern standards, they were in the context of the day
2. ↑  Germany was broadcasting television signals in 1934, but this was only a 180 line system
3. ↑  The tube number was made up as M-Magnetic focus; S-Green phosphor and 11-the overall diameter of the screen end of the tube in centimetres. It was common in Britain at this time to designate the size of televisions by the diagonal of the visible screen size. Thus although the MS11 was a 41⁄2 inch tube, it would have been described in the literature of the time as a four inch tube. By contrast: America measured television sizes by the overall outside diameter of the Cathode ray tube though did use the screen diagonal for projection sets. Britain adopted this principal once set manufacturing restarted following the war. Television sizes were (and still are) designated in imperial inches in both the US and Britain. Elsewhere, sizes may well be in centimeters, but the set's model number usually betrays its imperial size.
4. ↑  The Dutch Philips company owned the British Mullard valve company
5. ↑  These were originally designed for astronomical telescopes to allow a spherical mirror to be used instead of a parabolic mirror which would have been distortion free but more expensive to produce. The Schmidt lens improved the focusing by correcting the spherical distortion from the image. They fell out of favor in telescopes because the presence of a lens did disperse the image and reduce the resolution compared with an uncorrected parabolic mirror. This was never a problem in projection televisions as the image was of low resolution.
6. ↑  As a rule of thumb in 1937, a direct view television cathode ray tube had an accelerating voltage of about 400 volts per inch of diameter usually rounded to the nearest thousand. Thus a nine inch tube had an accelerating voltage of 4000 volts.
7. ↑  It is not known if Philips paid for the labor costs involved in replacing the tubes. At this time in the UK, consumer law did not require labor costs to be paid, and consequently warranties generally excluded such costs.
8. ↑  The '/1' meant that the tube was electrically and optically very similar to the original MS11. However, the latter could not be substituted for the former in the earlier set as the required heater current was larger.
9. ↑  Even though the maximum beam current was specified as 2mA, this did represent a power of 50 watts at 25,000 volts.
10. ↑  So much so that all the necessary equipment to produce X-rays in your home along with the ability to take photographs was freely available to buy in 1938 - from all good toyshops
11. ↑  There was never a simple MW6. The 'W' in the tube type designated that the phosphor was now white. The '6' meant approximately six centimetre diameter. It is possible that the '/2' part of the tube number referred to the tube being a nominally 2 inch tube as there was never a '/1'. However: this did not become a standard practice as once Philips/Mullard introduced newer and larger tubes, the first number came to designate the tube size in centimetres and the second number (separated by a hyphen) bore no relation to any physical aspect and just served to differentiate tubes that were the same size but of different characteristics.
12. ↑  More information on the optical system can be found here[۱۲]
13. ↑  This same technique was later used to correct the shape of the faulty mirror of the Hubble Space Telescope
14. ↑  By 1956, it had become the rule of thumb that the accelerating voltage was 1000 volts per inch of tube diameter or diagonal rounded to the nearest thousand. This was up form the 400 volts per inch of the 1930s and 1940s.